# Інститут садівництва НААН України
Інститут садівництва Національної академії аграрних наук України (ІС НААН) — головна науково-дослідна установа галузі садівництва в Україні. Перебуває у складі Національної академії аграрних наук України. Інститут спеціалізується на створенні нових сортів плодових і ягідних культур; удосконаленні технологій вирощування безвірусного садивного матеріалу, плодів і ягід; розробці технічних засобів по догляду за садами, ягідниками та розсадниками; створенні нових, екологічно безпечних малоенергоємних технологій тривалого зберігання плодів, сучасних технологій і рецептур продуктів оздоровчого призначення підвищеної біологічної цінності на базі лише натуральних, екологічно чистих компонентів тощо.
Заснований в 1930 році.

## Видатні науковці
В різні роки в інституті працювали Володимир Копань, Павло Попович, Петро Савковський та ін.

### Директори
- 1930 — професор Симиренко Володимир Левкович;
- 1930—1933 — Тильний Терентій Іванович;
- 1933—1934 — Константинов П. К.;
- 1934—1935 — Семенов Г. С.;
- 1935—1937 — Середенко В. С.;
- 1938—1941 — Плесецький Петро Федорович;
- 1943—1946 — професор Гущин Михайло Юрійович;
- 1946—1949 — Плесецький Петро Федорович;
- 1949—1960 — професор Дука Степан Харитонович;
- 1960—1978 — Шепельський А. І.;
- 1978—1986 — професор Майдебура Володимир Ілліч;
- 1986—1996 — професор Андрієнко Михайло Васильович;
- 1996—2011 — академік Кондратенко Петро Васильович;
- 2011 — професор Литовченко Олександр Михайлович (в. о.);
- 2011—2024 — академік Гриник Ігор Володимирович;
- з 2024 — професор Бублик Микола Олександрович

## Наукова мережа інституту
- Бахмутська дослідна станція розсадництва ІС НААН (Донецька область, Бахмутський район, с. Опитне, вул. Київська, 1)[1]
- Краснокутський відділ садівництва ІС НААН (Харківська область, смт. Краснокутськ, с. Основинці, вул. Тельмана, 32)[2].
- Львівський відділ садівництва ІС НААН (Львівська область, Львівський район, с. Неслухів, вул. Наукова, 1)[3].
- Мелітопольська дослідна станція садівництва ім. М. Ф. Сидоренка ІС НААН (Запорізька область, м. Мелітополь, вул. Вакуленчука, 99)[4]
- Мліївська дослідна станція помології ім. Л. П. Симиренка (Черкаська обл., Городищенський р-н, с. Мліїв-1, вул. Симиренка, 9)[5].
- Подільська дослідна станція садівництва ІС НААН (Вінницька область, Вінницький район, с. Медвеже Вушко, вул. Наукова, 1)[6]
- Придністровська дослідна станція садівництва ІС НААН (Чернівецька область, Чернівецький район, с. Годилів, вул. Яблунівська, 1)[7]
- Прилуцька дослідна станція ІС НААН (Чернігівська область, м. Прилуки, вул. Вавілова, 16)[8].
- Сумська дослідна станція садівництва ІС НААН (Сумська область, Конотопський район, с. Малий Самбір, вул. Центральна, 1а)[9].

## Наукові досягнення
Створено близько 300 нових сортів плодово-ягідних культур.
В травні 2024 року Інститут садівництва Національної академії аграрних наук України взяв участь у V Європейському садівничому конгресі, що відбувся в Бухаресті (Румунія). Конгрес відвідали близько 800 учасників з 70 країн світу. Засідання десяти секцій, що охоплювали різноманітні напрямки садівництва, відбувались у приміщеннях Палацу Парламенту. Робота з дослідження сортів яблуні української селекції виконана на базі Swedish University of Agricultural Sciences у рамках програми #MSCA4UKRAINE.

## Важливі наукові публікації
- Савковский П. П. Атлас вредителей плодовых и ягодных культур. — 5-е изд., доп. и переаб.— К.: Урожай, 1990.— 96 с., ил., цв. таб.